# جامع عصمان

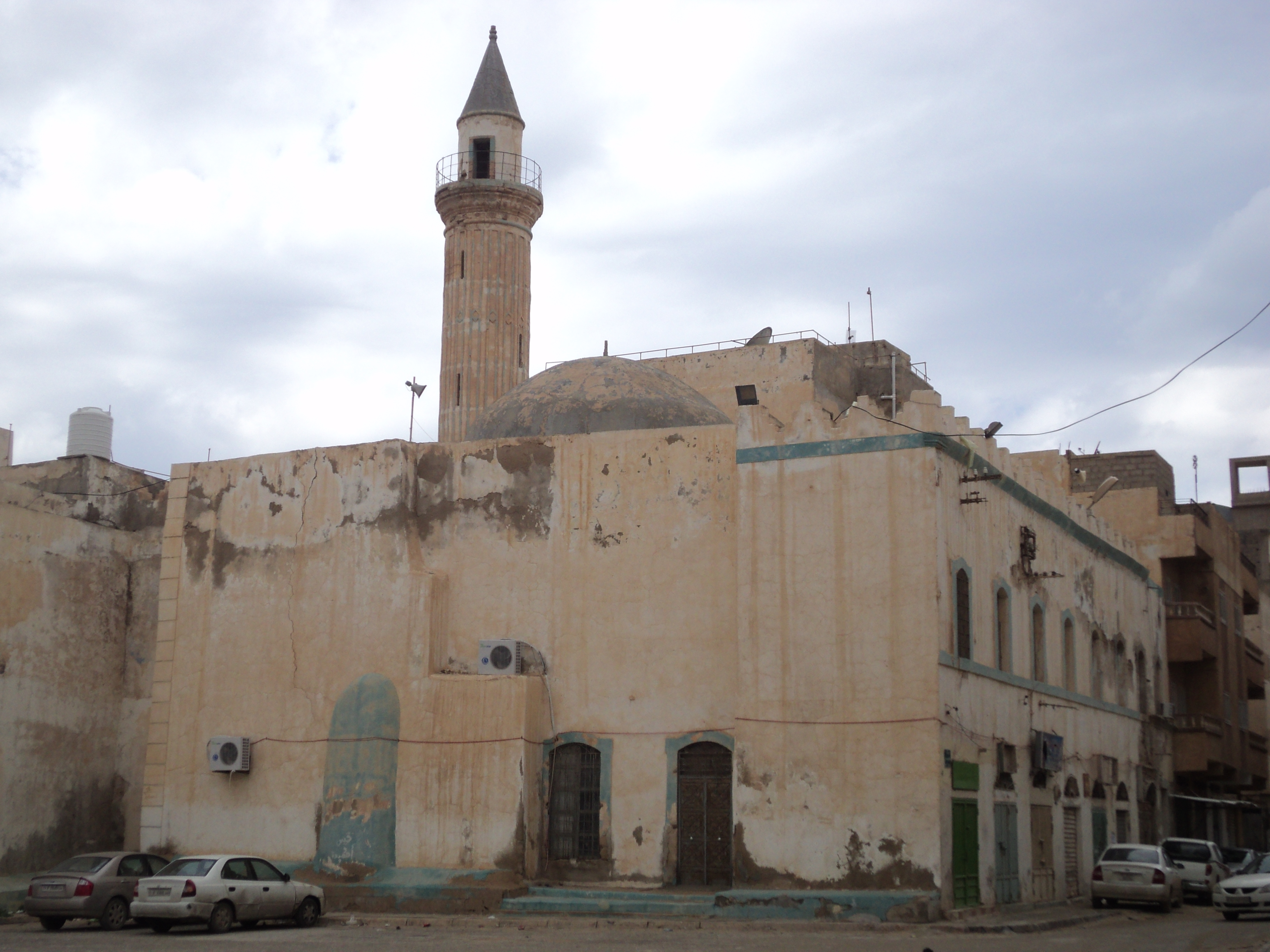
جامع عصمان

جامع عصمان أو «جامع عمرو بن العاص»  مسجد أثري في مدينة بنغازي الليبية، تأسس لأول مرة في عام 1740، في حين أن تصميمه على شكله الحالي يرجع للعام 1882. ويوجد قرب ميدان البلدية التاريخي في مركز مدينة بنغازي.
واشتهر المسجد سابقاً بوجود شعرة لرسول الإسلام محمد، كانت محفوظة في دولاب حائطي بداخله، وكان هناك احتفال سنوي يوم الثاني عشر من ربيع الأول بمناسبة المولد النبوي حيث كان الناس يأتون للمسجد لرؤيتها، واستمر الأمر على هذا النحو حتى اختفت الشعرة من المسجد عام 1977ولم يعرف لها أثر أيضا يعتبر اقدم مسجد أو اقدم بناء موجود في مدينة بنغازى وهو الآن ايل للسقوط بسبب ضعف الامكانيات والإهمال.